# Юре Травнер
Юре Травнер (словен. Jure Travner, нар. 25 вересня 1985, Цельє) — словенський футболіст, захисник клубу «Мура 05».
Насамперед відомий виступами за клуб «Цельє».

## Ігрова кар'єра
Народився 25 вересня 1985 року в місті Цельє. Вихованець футбольної школи клубу «Цельє». Дорослу футбольну кар'єру розпочав 2004 року в основній команді того ж клубу, в якій провів п'ять сезонів, взявши участь у 126 матчах чемпіонату. Більшість часу, проведеного у складі «Цельє», був основним гравцем захисту команди. За цей час також встиг пограти за клуби «Смартно» та «Дравоград» як орендований гравець.
Згодом з 2009 по 2012 рік грав у складі команд клубів «Вотфорд», «Сент-Міррен» та «Лудогорець».
До складу клубу «Мура 05» приєднався 2012 року.

## Титули і досягнення
- Чемпіон Словенії (2):

«Цельє»: 2019-20
«Мура»: 2020-21